# Olacaceae
Olacaceae је фамилија дрвенастих скривеносеменица из реда Santalales. Животне форме ових биљака су фанерофите, нанофанерофите и лијане. Фамилија обухвата око 15 родова и преко 140 врста. Ареал распрострањења фамилије обухвата тропске регионе.

## Филогенија и систематика фамилије
Фамилија Olacaceae сматра се парафилетском, и у оквиру ње се препознају три монофилетске групе (потфамилије или фамилије) са следећим родовима:
 или 

 или 

 или 